# Irresistible (álbum del Rey Pelusa)
Irresistible es el decimoctavo álbum como solista del cantante y compositor argentino de cuarteto Pelusa. Fue lanzado en 2015 por el sello Sony Music Entertainment en una caja que incluye un disco compacto con 23 nuevas versiones de sus grandes éxitos y un DVD con11 pistas de karaoke.

## Lista de canciones
CD
1. «Nada mas que 20 (16 años)» (D. Vaona, Luis G. Escolar) – 4:08
2. «Sabías tú» (M. Tapia, M. Calderón, Emeterio R. Farías, José A. Sánchez) – 3:09
3. «Mi niña veneno» (Courtney Richards, Bernardo Vilhena) – 4:13
4. «A ti» (J. Dassin, J. Baudiot, P. Delanoë, C. Lemesle, L. G. Escolar) – 3:09
5. «Te amo como la primera vez» (J. Derani, A. Barrientos, M. Calderón) – 3:55
6. «Tonto corazón» (D.R.) – 3:20
7. «Amor sin trampas» (Yunes Castillo) – 3:49
8. «Mi amor, mi gran locura (dueto con Paula)» (Sandro) – 3:50
9. «Aquella» (Emeterio R. Farías, R. Domínguez, M. Calderón, Juan D. Farías) – 4:01
10. «Qué quieres tú de mí» (D.R.) – 4:04
11. «Tras la reja del parque» (M. Calderón) – 4:26
12. «Bésame, te quiero» (D.R.) – 2:16
13. «Boca endiablada» (B. Bevilaqua, R. Campana, M. Calderón) – 1:35
14. «Muchachita de la noche» (Leo Núñez) – 2:32
15. «Hablemos sólo de amor» (V. Scavuzzo, P. Bagnati, M. Calderón) – 1:25
16. «El gallo José» (M. Arévalo, V. Scavuzzo, Juan C. García) – 1:36
17. «Vuela y dile que la quiero» (V. Scavuzzo, M. Arévalo, Juan C. García) – 1:23
18. «La mentira tiene patas cortas» (B. Bevilaqua, R. Campana, M. Calderón) – 2:47
19. «Compartimos todo» (S. Manuel) – 2:20
20. «Cual si fuera ayer» (A. Kustin, C. A. Maldonado) – 1:26
21. «Ruega por nosotros» (R. Fuentes, A. Cervantes) – 1:28
22. «Procuro olvidarte» (M. Alejandro, A. Magdalena) – 2:12
23. «Alcoba prestada» (D. Ramos) – 2:43

DVD Karaoke
1. «Mi niña veneno» (Courtney Richards, Bernardo Vilhena) – 4:13
2. «Tonto corazón» (D.R.) – 3:20
3. «Amor sin trampas» (Yunes Castillo) – 3:49
4. «Mi amor, mi gran locura (dueto con Paula)» (Sandro) – 3:50
5. «Aquella» (Emeterio R. Farías, R. Domínguez, M. Calderón, Juan D. Farías) – 4:01
6. «Qué quieres tú de mí» (D.R.) – 4:04
7. «Tras la reja del parque» (M. Calderón) – 4:26
8. «Boca endiablada» (B. Bevilaqua, R. Campana, M. Calderón) – 1:35
9. «El gallo José» (M. Arévalo, V. Scavuzzo, Juan C. García) – 1:36
10. «Vuela y dile que la quiero» (V. Scavuzzo, M. Arévalo, Juan C. García) – 1:23
11. «Procuro olvidarte» (M. Alejandro, A. Magdalena) – 2:12

## Créditos
- Piano, teclados y órgano: Pablo Destéfanis
- Batería: Emanuel Colzzani
- Bajo: Iñaky Moreno
- Guitarras: Alejandro Defeo y Sebastián Salinas
- Acordeón y coros: Johana Tubert
- Coros y voz líder en "Mi amor, mi gran locura": Paula V. Pérez
- Coros, congas y tumbadoras: Josefina Di Bert
- Coros: Celia Anahí Leiva
- Trompetas: Adrián Calandri y Jorge Deltell
- Trombones: Hugo González
- Timbales: César "Tumbita" Córdoba
- Guira, bongó y egs: Antonio Elías Vásques
- Saxo en "Mi niña veneno": Germán Suárez
- Arreglos y dirección musical: Pablo Destéfanis
- Grabado en: Maya Estudio
- Grabación y mezcla: Luis Primo
- Grabación y mastering: Gabriel Cabrera
- Realización DVD Karaoke: Yndigo Contenidos; Néstor C. Pérez, Romina Vera, Eugenia Herrera
- Arte y fotografía: Marcelino Toranzo, Julio Medina, Fernando Sartorelli para Visual Productora
- Producción ejecutiva: Marcelo Souberbielle y Mario Pérez
- Dirección artística: Mario Pérez

- Datos: Q108156814